# José Cardozo
José Saturnino Cardozo Otazú (* 19. březen 1971, Nueva Italia) je bývalý paraguayský fotbalista. Hrával na pozici útočníka.
Získal stříbrnou medaili na olympijských hrách roku 2004. Hrál i na dvou světových šampionátech (1998, 2002). Za paraguayskou reprezentaci celkem odehrál 82 utkání a vstřelil 25 branek. Je tak nejlepším střelcem v historii národního týmu.
S mexickým klubem Deportivo Toluca vyhrál roku 2003 Pohár mistrů CONCACAF. Dvakrát též hrál finále Poháru osvoboditelů (Copa Libertadores), roku 1993 s chilským klubem Universidad Catolica a roku 2001 s mexickým Cruz Azul.
Čtyřikrát byl nejlepším střelcem mexické ligy (1998, 1999, 2002, 2003). Drží v ní také rekord v počtu gólů v jedné sezóně (58 branek) a s 252 góly je čtvrtým nejlepším střelcem její historie. Třikrát byl vyhlášen paraguayským fotbalistou roku (2000, 2002, 2003) a roku 2002 dokonce nejlepším fotbalistou Jižní Ameriky.
Po skončení hráčské kariéry se stal trenérem.